# 布谷史人
布谷 史人（ぬのや ふみと、1979年 - ）は、日本のマリンバ奏者である。ドイツ在住。
秋田県大館市出身。大館市立東中学校、秋田県立大館高等学校を経て、1997年山形大学教育学部総合教育課程音楽文化コースに入学する。2001年3月に音楽教育の学位を得て山形大学を卒業した後、その年の9月からはボストン音楽院修士課程マリンバ・パフォーマンス科に入学し、学校から奨学金を受ける。2003年5月に修士課程を終え、同年9月からは、ボストン音楽院創立以来の初めてのArtist Diploma科のマリンバ奏者として、学費全額免除の奨学金のほか、学長からも特別賞与を授与し、研鑽を積んでいる。
これまでにマリンバ・打楽器を、ナンシー・ゼルツマン、パトリック・ホーレンベルク、岡田知之、目黒一則、須藤八汐、平下和生、三村奈々恵、池上英樹、に師事し、また、室内楽をカール・ポーニャック、マックス・レヴィンソン、武田紀代美に師事、ピアノを武田紀代美、伊藤麻里子に師事、ソルフェージュ・声楽を三沢由美子に師事した。